# Rainer Postel
Rainer Postel (* 21. Februar 1941 in Hamburg) ist ein deutscher Historiker.

Rainer Postel machte 1960 am Johanneum das Abitur und studierte in den folgenden Jahren Geschichte und Germanistik an den Universitäten München und Hamburg. Seine akademischen Lehrer, die ihn prägten, waren Jochen Bleicken, Franz Schnabel und Fritz Fischer. Bei Fischer wurde er 1970 promoviert über Johann Martin Lappenberg. Im gleichen Jahr wurde er Assistent bei Rainer Wohlfeil am Historischen Seminar der Universität Hamburg. 1982 erfolgte seine Habilitation über die Reformation in Hamburg. 1983 wurde Postel Professor in Hamburg und lehrte dort insbesondere die Frühe Neuzeit. Von 1994 bis zu seiner Pensionierung im Frühjahr 2007 war er Inhaber des Lehrstuhls für Geschichte der Frühen Neuzeit unter besonderer Berücksichtigung der Sozial- und Wirtschaftsgeschichte an der Universität der Bundeswehr in Hamburg.
Seine Forschungsschwerpunkte sind die Geschichte der Reformation, der Verfassung und des Rechts sowie der Historiographie in Hamburg, auch im Vergleich zu anderen Hansestädten. Postel arbeitet nach seiner Emeritierung schwerpunktmäßig zur Geschichte der späten Hanse. Vom Verein für Hamburgische Geschichte wurde er mit der renommierten Lappenberg-Medaille ausgezeichnet.

## Schriften (Auswahl)
Aufsatzsammlung
- Beiträge zur hamburgischen Geschichte der frühen Neuzeit. Ausgewählte Aufsätze zum 65. Geburtstag (= Geschichte - Forschung und Wissenschaft. Band 18). Lit, Münster 2006, ISBN 3-8258-9263-8.

Monografien
- Die Reformation in Hamburg. 1517–1528 (= Quellen und Forschungen zur Reformationsgeschichte. Band 52). Gütersloher Verlagshaus Mohn, Gütersloh 1986, ISBN 3-579-01680-6.
- Johann Martin Lappenberg. Ein Beitrag zur Geschichte der Geschichtswissenschaft im 19. Jahrhundert (= Historische Studien. Band 423). Matthiesen, Lübeck 1972 (Zugleich: Hamburg, Universität, Dissertation, 1972).

Herausgeberschaften
- Reformation und Revolution. Beiträge zum politischen Wandel und den sozialen Kräften am Beginn der Neuzeit. Festschrift für Rainer Wohlfeil zum 60. Geburtstag. Steiner, Stuttgart 1989, ISBN 3-515-05164-4, korrekte ISBN 3-515-05164-3.